# Nilai
Nilai (chinois: 汝 来) est une ville située dans le district de Seremban, Negeri Sembilan, en Malaisie. En raison de sa proximité et de sa connexion par le KTM à Kuala Lumpur, Putrajaya et l'aéroport international de Kuala Lumpur, c'est une ville en pleine expansion. Les projets de développement peuvent être vus comme on tourne autour de Nilai. Deux des universités les plus connues de Malaisie et deux universités sont situées à Nilai : l'Université Nilai, l'Université Internationale INTI, l'Université Internationale Manipal, l'Université Sains-Islam Malaysia et l'Université Islamique de Malaisie. En conséquence, la ville est occupée par des étudiants du monde entier. Des étudiants de plus de 30 pays peuvent être vues à Nilai.
Nilai est devenue une ville commerçante populaire avec l'établissement de plusieurs grands centres commerciaux tels que le centre de vente en gros Nilai 3, la place de Nilai, Mydin, l'hypermarché géant et l'hypermarché de Tesco. Ensuite, un nouveau centre commercial a été achevé et ouvert le 29 juin 2017, à savoir Mesamall.